# Hubert Pajot
Pour les articles homonymes, voir Pajot.
Hubert Pajot, né le 31 août 1896 à Moulins (Allier) et mort le 7 janvier 1986 à Melun (Seine-et-Marne), est un homme politique français.

## Biographie
Il est maire de Fontainebleau de 1945 à 1959.

## Détail des fonctions et des mandats

### Mandats locaux
- 18 mai 1945 - 21 mars 1959 : Maire de Fontainebleau
- 1945 - 1958 : Conseiller général du canton de Fontainebleau

### Mandats parlementaires
- 8 décembre 1946 - 7 novembre 1948 : Sénateur de Seine-et-Marne
- 7 novembre 1948 - 18 mai 1952 : Sénateur de Seine-et-Marne
- 18 mai 1952 - 8 juin 1958 : Sénateur de Seine-et-Marne